# Raveniopsis peduncularis
Raveniopsis peduncularis är en vinruteväxtart som beskrevs av Pittier & Lasser. Raveniopsis peduncularis ingår i släktet Raveniopsis och familjen vinruteväxter. Inga underarter finns listade i Catalogue of Life.